# Шотогорка (деревня)
Шотогорка — деревня в Пинежском районе Архангельской области. Входит в состав МО «Пиринемское».

## География
Деревня расположилась на левом берегу реки Пинеги в 20 км от Пиринеми и 33 км северо-западнее села Карпогоры. К северу от Шотогорки находятся деревни Пиринемь и Чешегора, к югу — деревни Кылма (нежил.) и Березник.

## Население
| 2002 | 2010 | 2012 |
| ---- | ---- | ---- |
| 228  | ↘126 | ↗186 |

## Карты
- Карта-километровка